# Rudolf Freidhof

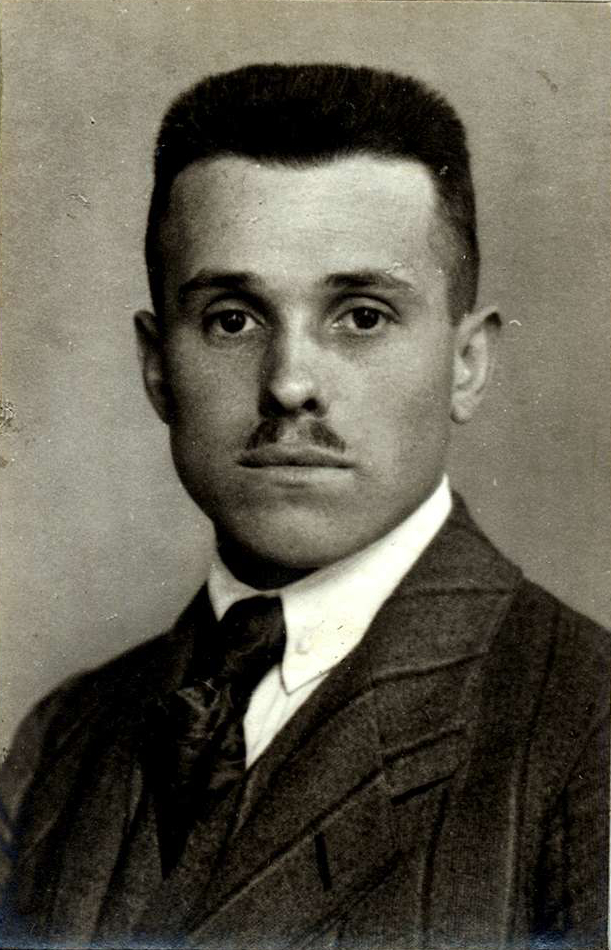
Rudolf Freidhof (um 1921)

Rudolf Freidhof (* 23. September 1888 in Gerlachsheim, heute zu Lauda-Königshofen; † 25. Dezember 1983 in Kassel) war ein deutscher Politiker der SPD.

## Leben
Von 1921 bis 1928 war Rudolf Freidhof Mitglied des Landtags der Republik Baden. Zwischen 1925 und 1928 war er gleichzeitig Stadtverordneter in Mannheim. Der gelernte Kaufmann trat seit 1930 als offener Gegner des Nationalsozialismus hervor. 1931 erschien in Kassel im Selbstverlag sein Buch Die faschistische Gegenrevolution.
Nach der Machtübernahme der Nationalsozialisten wurde Freidhof am 19. April 1933 in „Schutzhaft“ genommen und verbrachte die Zeit vom 29. Juni bis 24. Juli 1933 im KZ Breitenau bei Kassel. Nach dem Attentat vom 20. Juli 1944 auf Hitler wurde Freidhof im Rahmen der Aktion Gitter erneut verhaftet und war vom August bis Oktober 1944 im KZ Sachsenhausen inhaftiert.
Nach 1945 war Freidhof als Mitglied der SPD Abgeordneter der Verfassungberatenden Landesversammlung von Hessen. Von 1946 bis 1949 war er Mitglied des Hessischen Landtags und von 1946 bis 1947 Vorsitzender der SPD-Landtagsfraktion. Freidhof war, im Wahlkreis Eschwege jeweils direkt gewählt, von 1949 bis 1957 Bundestagsabgeordneter, von 1956 bis 1964 zudem Mitglied der Stadtverordnetenversammlung und Stadtverordnetenvorsteher in Kassel.
Freidhof wurde 1964 zum Ehrenbürger der Stadt Kassel ernannt. Des Weiteren war er Träger der Wilhelm-Leuschner-Medaille. Sein Grab auf dem Friedhof Harleshausen in Kassel wurde zum Ehrengrab der Stadt erklärt.